# تام بارکویزن
تام بارکویزن (انگلیسی: Tom Barkhuizen؛ زادهٔ ۴ ژوئیهٔ ۱۹۹۳) بازیکن فوتبال اهل بریتانیا است.
از باشگاه‌هایی که در آن بازی کرده‌است می‌توان به باشگاه فوتبال پرستون نورث اند، باشگاه فوتبال مورکم، باشگاه فوتبال بلکپول، باشگاه فوتبال فلیتوود، و باشگاه فوتبال هرفورد یونایتد اشاره کرد.